# Rudolf Breuß
Rudolf Breuß (* 24. Juni 1899; † 17. Mai 1990) war ein österreichischer Elektromonteur und Heilpraktiker aus Bludenz, der durch eine nach ihm benannte Breuß-Massage und eine Breuß-Krebsdiät bekannt wurde. Seine Methoden entbehren jeglicher wissenschaftlicher Grundlage, seine Krebsdiät wird von der Medizin nicht nur als unwirksam, sondern sogar als gesundheitsschädlich eingestuft.

## Breuß-Diät (Breuß-Kur)
Die Breuß-Diät („Krebskur-total“) ist eine Variante des Fastens, die teilweise auf der mittelalterlichen Humoralpathologie, dem Buchinger-Fasten und auf Elementen der Kneippschen Lehre sowie seinen eigenen Erfahrungen aufbaut.
Breuß empfahl seine Diät insbesondere Menschen mit Krebserkrankungen; seine Vorstellung war ein selektives Aushungern von Krebszellen durch seine Diät. Er war überzeugt, dass Krebszellen ausschließlich feste Nahrung benötigen und demzufolge der Verzicht auf feste Nahrung Krebs heilen könne. Im Rahmen der Breuß-Diät darf 42 Tage lange nichts gegessen werden, stattdessen werden maximal 500 ml Gemüsesäfte und zusätzlich Kräutertees sorgfältig eingespeichelt und ritualmäßig in kleinen Schlucken getrunken. Als Säfte empfahl er eine Mischung aus frisch gepressten roten und gelben Rüben, Rettich, Sellerie und Kartoffeln.
Während dieser Krebskur dürfen laut Breuß Chemotherapie, Medikamente oder Bestrahlungen nicht gegeben werden, da ein möglicher Erfolg ansonsten ausbleibe oder sich verzögere. In den ersten Monaten nach einer Operation sollte die Krebskur nicht durchgeführt werden. Bei Rauchern und verstrahlten Schlafplätzen bleibe die Krebskur erfolglos.

## Breuß-Massage
Die Breußmassage soll Menschen mit Rückenproblemen helfen. Es handelt sich um eine energetische Massage des Rückens entlang der Wirbelsäule unter besonderer Berücksichtigung der Meridiane mit Johanniskraut-Öl und abschließender Auflage einer Schicht Papier. Es soll zu einer Streckung der Wirbelsäule kommen, die den Bandscheiben mehr Raum verschaffe und sie zu einer Regeneration anrege. Außerdem wirkt das Johanniskraut-Öl beruhigend auf die Nerven. Diese Massage wird sanft, langsam und mit relativ wenig Druck ausgeführt und führt zu einer ungewöhnlich tiefen und sofortigen Entspannung. Die Breußmassage kann zusätzlich zur Anwendung der Dorn-Therapie oder bei empfindsamen Personen sowie bei Bandscheibenschäden alternativ zur Dorn-Methode eingesetzt werden.

## Kritik
Die Diätempfehlungen nach Breuß sind nicht Bestandteil der modernen Medizin. Seine Ansicht, dass Krebserkrankungen durch ein Aushungern und durch Verzicht auf feste Speisen geheilt werden könnten, widerspricht jeglicher wissenschaftlicher Grundlage in der Onkologie. Wissenschaftliche Studien zur Breuß-Kur fehlen, ein Nutzen kann nicht nachgewiesen werden. Eine länger andauernde Hungerkur kann zu einer zusätzlichen Schwächung der körpereigenen Immunabwehr führen. Die Breuß-Diät ist keine ausgewogene Ernährung. Sie kann, wie beispielsweise die Gerson-Diät, bei krebskranken Menschen zu einer lebensbedrohlichen Inanition (Auszehrung) führen.
Die österreichische Krebsgesellschaft urteilte über seine Diät: „Diese absurde Diät zeigt keinerlei Heilerfolge, sondern beschleunigt das Ableben“.
Auch das Tumorzentrum Freiburg am Universitätsklinikum bewertet die Breuß’schen Diätempfehlungen durchweg negativ. So schreibt das Tumorzentrum in seinem Patientenratgeber „Komplementäre Verfahren“ vom Januar 2006: ′Die „Krebskur-total“ nach Breuß kann gefährlich sein, da diese Fastenkur zu erheblicher Mangelernährung und damit einer zusätzlichen Schwächung der körpereigenen Abwehr führt. Es kann zwar unter dem Fasten zu einer Verringerung des Tumorwachstums kommen, nach Wiederaufnahme einer normalen Ernährung kann sich das Krebswachstum jedoch sogar beschleunigen!′
Insgesamt kommt das Freiburger Tumorzentrum zu folgendem Fazit:
- schädlich bezüglich Lebensqualität;
- schädlich bezüglich Tumorwirksamkeit.

## Zitate von Rudolf Breuß
„Der Krebs lebt nur von festen Speisen, die der Mensch zu sich nimmt. Wenn man also 42 Tage nur Gemüsesaft + Tee trinkt, so stirbt die Krebsgeschwulst ab, der Mensch hingegen kann dabei noch gut leben.“
„Durch die Säftekur wird die Eiweißzufuhr von außen abgestoppt, das heißt, das Eiweiß wird in der täglichen Nahrung ausgeschaltet. Da aber der Organismus ohne diesen Stoff nicht leben kann, nagt nun das eiweißhungrige Blut im Körper an allem Überflüssigen, Wucherungen, Schlackenansammlungen und Geschwülsten. Es ist dies eine Operation ohne Messer,…“
„Meine Saftmischung: Man nimmt 3/5 rote Rüben (Randen = Rote Bete), 1/5 gelbe Rüben (Karotten, Rüebli), 1/5 Sellerieknollen und dazu noch ein wenig Rettich und eine hühnereigroße Kartoffel. Ein Beispiel. Man nimmt 300g rote Rüben, 100g gelbe Rüben und 100g Sellerieknollen und etwa 30g Rettich. Die Kartoffel muß nicht unbedingt dabei sein, jedoch bei Leberkrebs ist die Kartoffel sehr wichtig.“

## Publikationen
- Rudolf Breuß, Cornelis Moerman; Krebs. Leukämie und andere scheinbar unheilbare Krankheiten – mit natürlichen Mitteln heilen; Ratschläge zur Vorbeugung und Behandlung vieler Krankheiten. 11. Aufl. Edition Aurum, Bielefeld 2003, ISBN 3-89901-310-7 (Das Werk wurde in verschiedene Sprachen, darunter englisch, französisch, italienisch, spanisch und serbokroatisch, übersetzt und insgesamt über 900.000 mal verkauft).